# Середяк Алла Володимирівна
Серед́як ́Алла Володим́ирівна (1964, Стрий, Львівська область) — фахівець із історичного краєзнавства.

## Життєпис
Народилась у 1964 році у місті Стрий Львівської області. У 1981 році закінчила Стрийську середню школу № 2. У 1981-1985 році —- навчалась в Українському поліграфічному інституті ім. Івана Федорова (нині —- Академія друкарства). У 1981-1987 роках —- товарознавець Львівського облкнигторгу. У 1988 році —- інженер НІСу Українського поліграфічного інституту. У 1988-1991 році навчалася в аспірантурі Московського поліграфічного інституту. У 1991 році захистила кандидатську дисертацію на тему "Видавнича діяльність західноукраїнського товариства "Просвіта" (1868-1939 рр.)". У 1991-1995 роках —- молодший науковий співробітник Інституту Франкознавства (Львівське відділення інституту літератури АН України). З 1995 року —- асистент, з 1998 року —-  доцент кафедри історичного краєзнавства Львівського університету.
Сфера наукових зацікавлень: історія книги, краєзнавство.

## Найважливіші праці
Нарис історії “Просвіти”. Львів-Краків-Париж: Просвіта, 1993 (співавтор).
Історичне краєзнавство: доробок останнього десятиріччя // Українська історіографія на зламі століть: здобутки і проблеми. [відп. ред. Л.Зашкільняк]. Львів, 2004.
Західноукраїнський селянин в умовах тоталітарних режимів: між пристосуванням та спротивом: 1939-1953 рр.// Історична пам'ять. Науковий збірник. Полтава: АСМІ, 2007.
Історичне краєзнавство. Навчальний посібник. Ч.1. Львів: ЛНУ ім. І.Франка, 2006; Ч.2. Львів, 2011(співавтор).
Іван Франко і українське радикальне середовище Галичини // Україна: культурна спадщина, свідомість, державність. Вип.19.  "Просвіта" – оберіг незалежності та соборності України. // Інститут українознавства ім. І. Крип'якевича НАН України. [відп. ред. Я.Ісаєвич]. Львів, 2011.
Енциклопедія Львова [відп. ред. А.Козицький, І.Підкова]. Том 1-4. Львів: Літопис, 2007-2012. (автор деяких статей).
Мирон Кордуба і українська громада в Москві (штрих до історії візиту 1907 року) // Україна - Прольща: історична спадщина і суспільна свідомість. Ювілейний збірник на пошану Олександра Колянчука. Вип. 5. [відп. ред. М. Литвин]. Національна академія наук України, Інститут українознавства ім. І.Крип’якевича.. Львів, 2012.
Іван Франко у видавничих планах «Просвіти» // Україна: культурна спадщина свідомість, державність. Scripta manent. Ювілейний збірник на пошану Богдана Якимовича. Вип.20. /[гол. ред. М.Литвин]. Національна академія наук України. Інститут українознавства ім. І. Крип'якевича НАН України. Львів, 2012.
Дослідження історичного краєзнавстваа у Львівському університеті (1991-2011) //Вісник Львівського ун-ту. Серія історрична. Ювілейне видання з нагоди 350-річчя Львівського університету. - Львів:ЛНУ ім. Івана Франка,2013.Спец.випуск.(у співавторстві з В.Голубко)
Галицький селянин і українська книжка наприкінці ХІХ – початку ХХ ст. (на прикладі видань Товариства «Просвіта» // Україна Модерна. Історія та культура читання . / Гол. ред. Г. Грінченко – Вип.22. - Харків, 2015. 
Священик, вчитель, урядник: сільська інтелігенція в просвіті галицького селянина на зламі ХІХ-ХХ століть // Держава і церква в новітній історії України. Збірник наукових статей за матеріалами У Всеукраїнської наукової конференції «Держава і церква в новітній історії України» (19-20 листопада 2015 року). - Полтава, 2015. – С.394-401 (у співавторстві з Д. Іванків) 
Кров на паризькому бруку (формування громадської думки про постать Симона Петлюри на сторінках української галицької періодики) / Рідний край. Альманах Полтавського національного педагогічного університету імені В.Г. Короленка. - № 1(34). - Полтава, 2016. - (у співавторстві з В. Голубко) 
Основи краєзнавства : підруч. для студ. вищ. навч. закл. / кол. авт.; за заг. ред. чл.-кор. НАНУ О. П. Реєнта. – Х. : ХНУ імені В. Н. Каразіна, 2016. (співавтор).
Методичні засади підготовки історика-краєзнавця: досвід, перспективи //Дрогобицький краєзнавчий збірник. - Вип. 3. – Дрогобич: Дрогобицький державний педагогічний університет імені Івана Франка, 2017. (співавтор В. Голубко).
Seredyak Alla, Hradilek Adam. Inspirovalo mě Pražské jaro // Paměť a dějiny. – 2017. – № 3. – С. 76-83. [Надихнула мене Празька весна // Пам'ять та історія. – 2017. - № 3. – С.76-83. (видання Інституту вивчення тоталітарних режимів, Прага) Співавтор: Адам Граділек. https://www.ustrcr.cz/publikace/pamet-a-dejiny-32017/]
Серадзяк А. У. Лёс чалавека, сям’і, лакальнай супольнасці ў архіўных дакументах савецкіх спецслужб // Беларусь у кантэксце еўрапейскай гісторыі: асоба, грамадства, дзяржава : зб. навук. арт., прысвеч. 80-год. Гродзен. дзярж. ун-та імя Янкі Купалы і 65-год. гіст. адукацыі ў Гродзен. дзярж. ун-це імя Янкі Купалы. У 2 ч. Ч. 1 / ГрДУ імя Я. Купалы ; рэдкал.: А. А. Каваленя (гал. рэд.), І. Ф. Кітурка (гал. рэд.) [і інш.]. – Гродна : ГрДУ, 2019. – 424 с .184-188.
«Просвітянин і видавець Юліян Середяк (між Аргентиною і Рідним Краєм)» // Товариство «Просвіта» в обороні української ідентичності, духовності, культури (до 150-літнього ювілею) / Інститут релігієзнавства – філія Львівського музею релігії, Інститут українознавства ім. І.Крип’якевича АНГ України: наук. Ред. Орлевич І. Львів: Логос, 2019. 288 с. 